# Doug Padilla
Douglas « Doug » Padilla (né le 4 octobre 1956 à Oakland, en Californie) est un athlète américain spécialiste du 5 000 mètres.

## Carrière
Diplômé de l'Université de Brigham Young, Doug Padilla remporte de 1983 à 1986 quatre titres nationaux consécutifs sur 5 000 m. Vainqueur des sélections olympiques américaines de 1984, il se classe septième des Jeux de Los Angeles. En 1985, l'Américain remporte le 5 000 m de la première finale du Grand Prix à Rome, succès lui permettant d'occuper la première place du classement général masculin. Sélectionné dans l'équipe des États-Unis pour disputer à Canberra la Coupe du monde des nations, il s'impose en 14 min 04 s 11 devant l'Italien Stefano Mei.
Il décroche la médaille d'or du 5 000 m. le 26 juillet 1981, à l'Universiade de Bucarest, dans le temps de 13 min 49 s 95, devant le Tchèque Lences et l'Allemand Zimmermann.
Doug Padilla a amélioré sept records nationaux durant sa carrière, dans les distances allant du 3 000 m au 5 000 m. Il met un terme à sa carrière d'athlète à l'issue de la saison 1990.